# Nit (Libye antique)
Pour les articles homonymes, voir Nit.
Nit, Tinnit ou Athena Tritogeneia (en libyque : ⵜⵏⵜ TNT), aussi appelée des berbérisants l'Athéna libyque est une divinité libyenne qui fut adorée en Libye antique (Berbérie), et dans diverses régions influencées par les croyances libyques (Égypte, Grèce, Carthage, etc.).
D'après divers historiens, elle correspondrait mais aussi serait à l'origine des déesses Athéna, Neith, Tanit et Ashrat (Ashera).

## Histoire
Le nom le plus ancien que les Grecs donnaient à la déesse était Athena Tritogeneia (en grec  Τριτογένεια, en latin Tritogenis, francisé Tritogénie) dont le nom est lié au nom d'au moins deux lacs africains, l’un à proximité d’Euhespèrides (Benghazi), l’autre à l’ouest de la petite Syrte. C’est le lac Triton, que l’on assimile aujourd’hui à la mer de Bou Grara, entre l’île de Jerba* et le continent, ou au Chott el-Jérid[réf. nécessaire].